# Panuozzo
Le panuozzo (ou panozzo ) est une préparation culinaire traditionnelle de la cuisine de Campanie, répandue dans certaines zones de la région, commercialisée surtout dans les pizzerias de Gragnano et dans la région des Monts Lattari ( Pimonte, Agerola, Sant'Antonio Abate ) .
Le panuozzo fait partie des produits agroalimentaires traditionnels de la Campanie.

## Histoire
Il a été inventé en 1983 à Gragnano par le pizzaiolo Giuseppe Mascolo qui, un soir, en préparant le dîner pour ses enfants, créa un sandwich long et étroit fourré de mozzarella et de bacon, à partir de la même pâte que la pizza. L'une d'elles, Pasqualina, âgée de treize ans, a proposé le nom sous lequel elle est encore connue aujourd'hui.

## Caractéristiques
Le panuozzo a de nombreux points communs avec la pizza, dont il constitue une alternative, en étant beaucoup plus rapide à préparer et pratique à consommer, à emporter ou comme street food. La diffusion de cette recette a dépassé la sphère strictement locale, pour s'étendre à la région alentour.
Le panuozzo, comme son nom le suggère quelque peu, a la forme d'un gros panini, fait avec du pain cuit au four à bois mais préparé avec la même pâte que la pizza,. Une variante moins courante consiste à utiliser du pain commun, de type « rustique ». L'intérieur du panuozzo est farci de mozzarella, d'autres produits laitiers, de tomates, de légumes divers, de charcuterie, etc. Par rapport à la pizza, sa particularité est qu'il nécessite un second passage au four, juste avant la consommation, après la garniture, afin de chauffer les ingrédients de la garniture et de les mélanger au pain .
A l'instar de la pizza, la composition des garnitures et des condiments peut être très diverse, voire personnalisées à la demande du consommateur final. Une variante typique du panuozzo est avec « sasicc 'è friariell » (saucisse et brocoli).